# Chuchelna

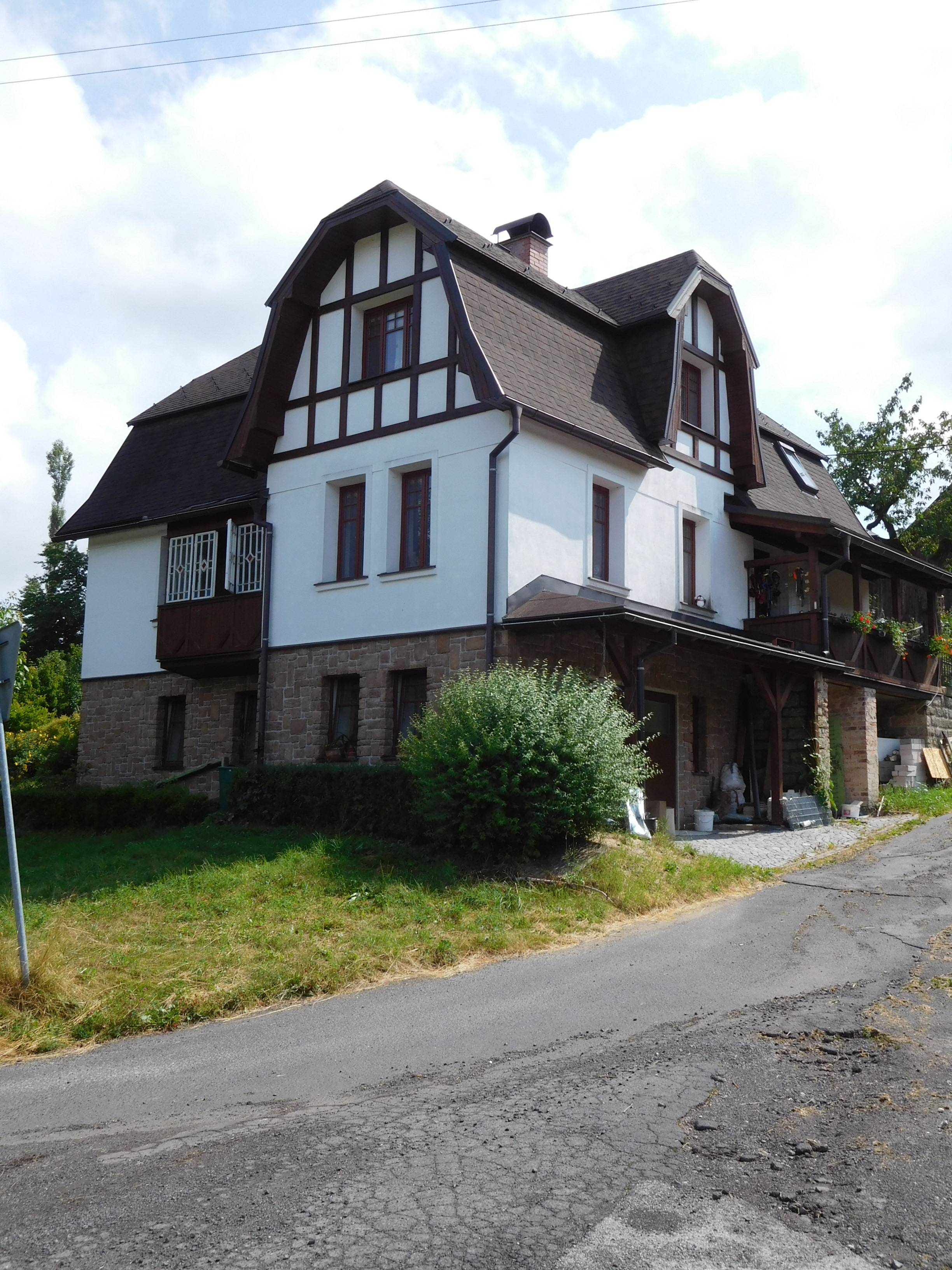
Haus Nr. 151

Chuchelna (deutsch Kuchelna) ist eine Gemeinde im Okres Semily, Liberecký kraj in Tschechien.

## Geschichte
Der Ort wurde 1410 erstmals urkundlich erwähnt.

## Gemeindegliederung
Die Gemeinde Chuchelna besteht aus den Ortsteilen Chuchelna, Komárov (Komarow) und Lhota. Grundsiedlungseinheiten sind Bačov (Batschow), Chuchelna, Komárov, Lhota, Rokliště, Slap und Vrchy.
Das Gemeindegebiet gliedert sich in die Katastralbezirke Chuchelna und Lhota Komárov.

## Weblink
- Website (tschechisch)